# Feillens
Feillens ist eine französische Gemeinde mit 3.388 Einwohnern (Stand: 1. Januar 2022) im Département Ain in der Region Auvergne-Rhône-Alpes. Sie gehört zum Kanton Replonges im Arrondissement Bourg-en-Bresse. Die Einwohner werden Feillendits genannt.

## Geografie
Die Gemeinde Feillens liegt im Südwesten der Landschaft Bresse an der Loëze, die hier in die Saône mündet, Die Saône bildet die westliche Gemeindegrenze zum Département Saône-et-Loire. 
Umgeben wird Feillens von den Nachbargemeinden Manziat im Norden, Bâgé-Dommartin im Osten, Replonges im Süden, Mâcon im Südwesten, Sancé im Westen sowie Vésines im Nordwesten. 
Durch die Gemeinde führt die Autoroute A40.

## Bevölkerungsentwicklung
| Jahr                       | 1962 | 1968 | 1975 | 1982 | 1990 | 1999 | 2006 | 2012 | 2021 |
| Einwohner                  | 2296 | 2538 | 2605 | 2595 | 2624 | 2933 | 3112 | 3147 | 3381 |
| Quellen: Cassini und INSEE |      |      |      |      |      |      |      |      |      |

## Sehenswürdigkeiten
- Neoromanische Kirche Saint-Rambert
- Kapelle Notre-Dame-de-Vocations
- Kapelle der Jungfrau
- Burgruine
- 'Wegkreuz, Monument historique seit 1927

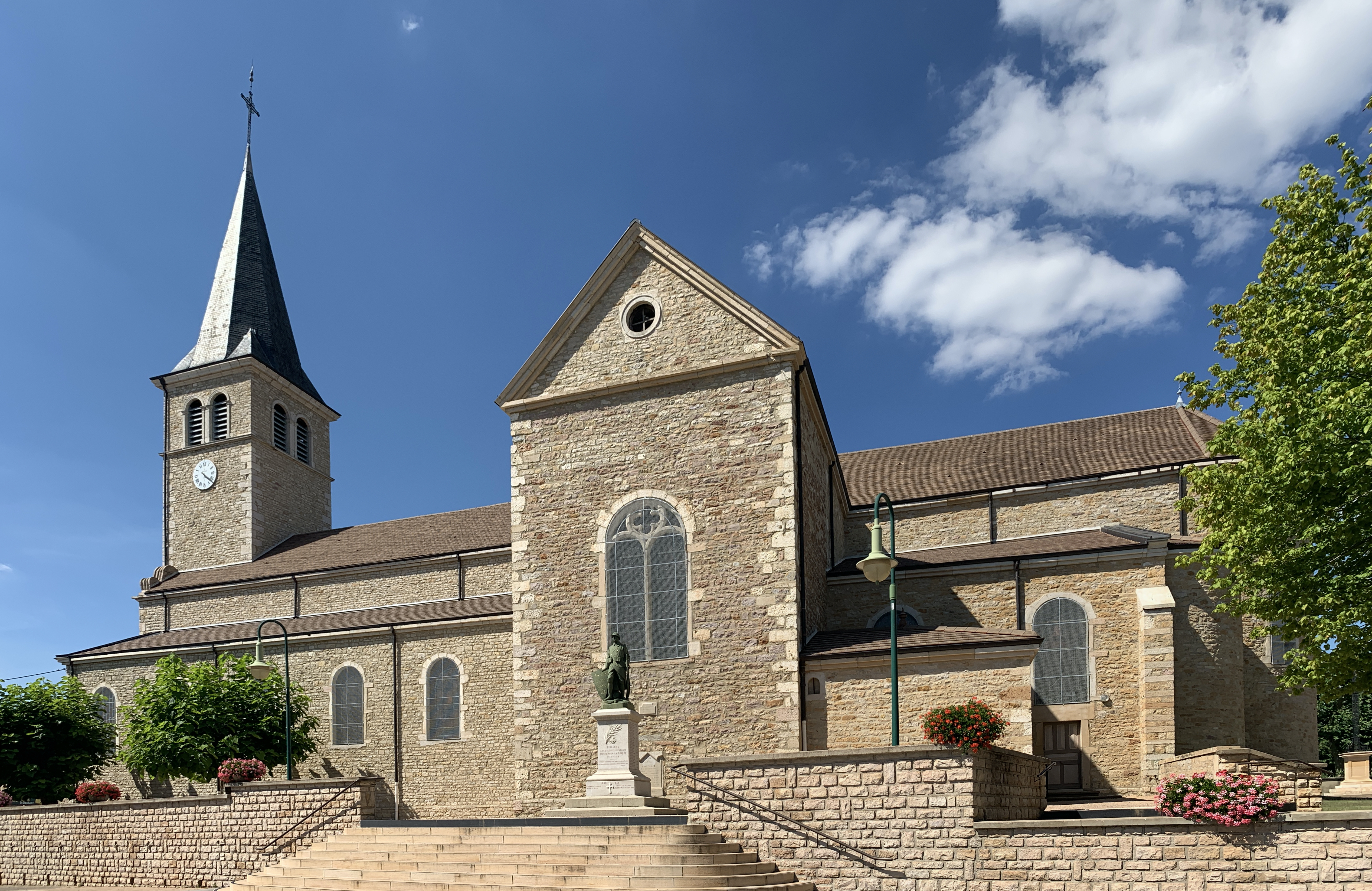
Kirche Saint-Rambert
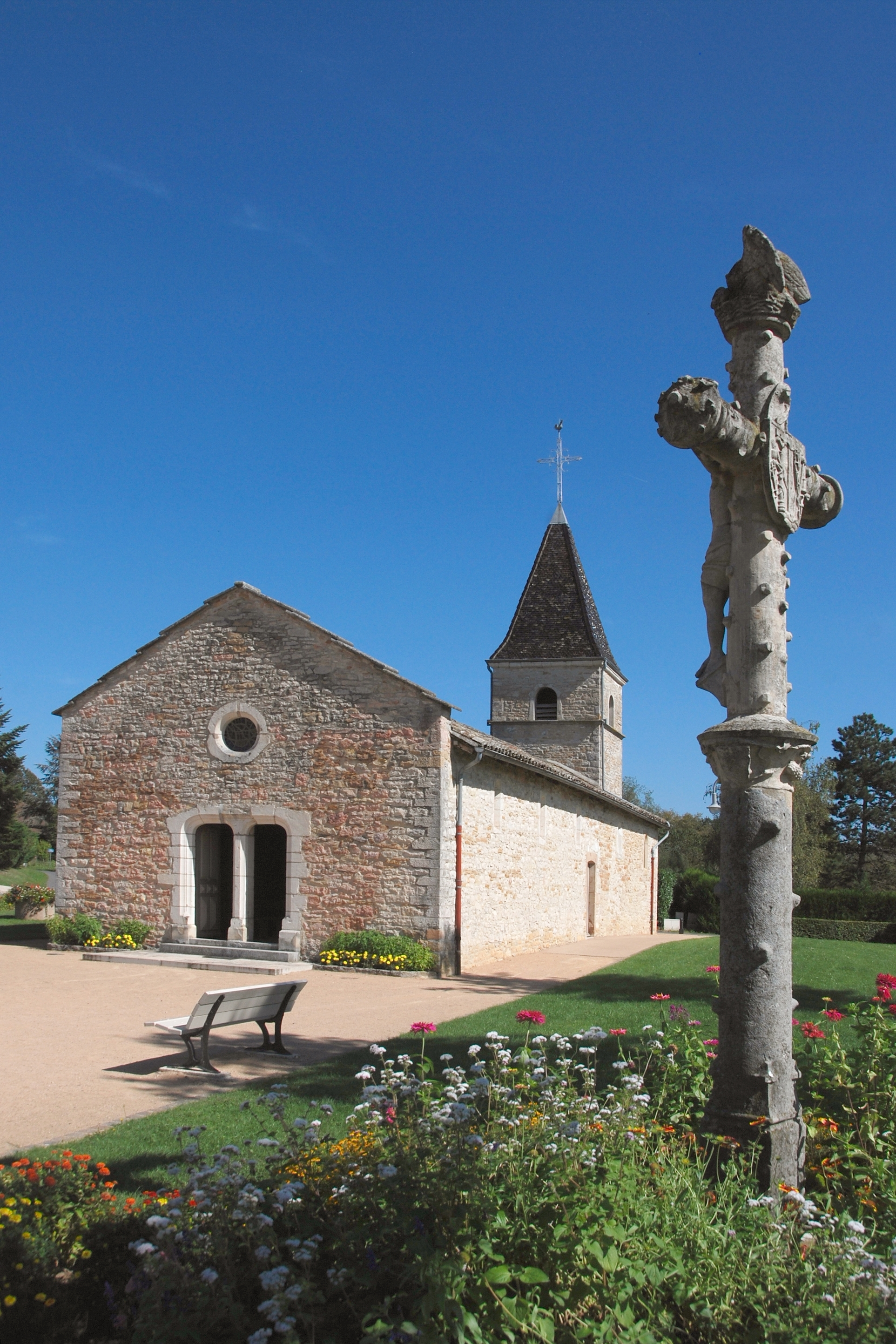
Kapelle Notre-Dame-de-Vocations und Wegkreuz
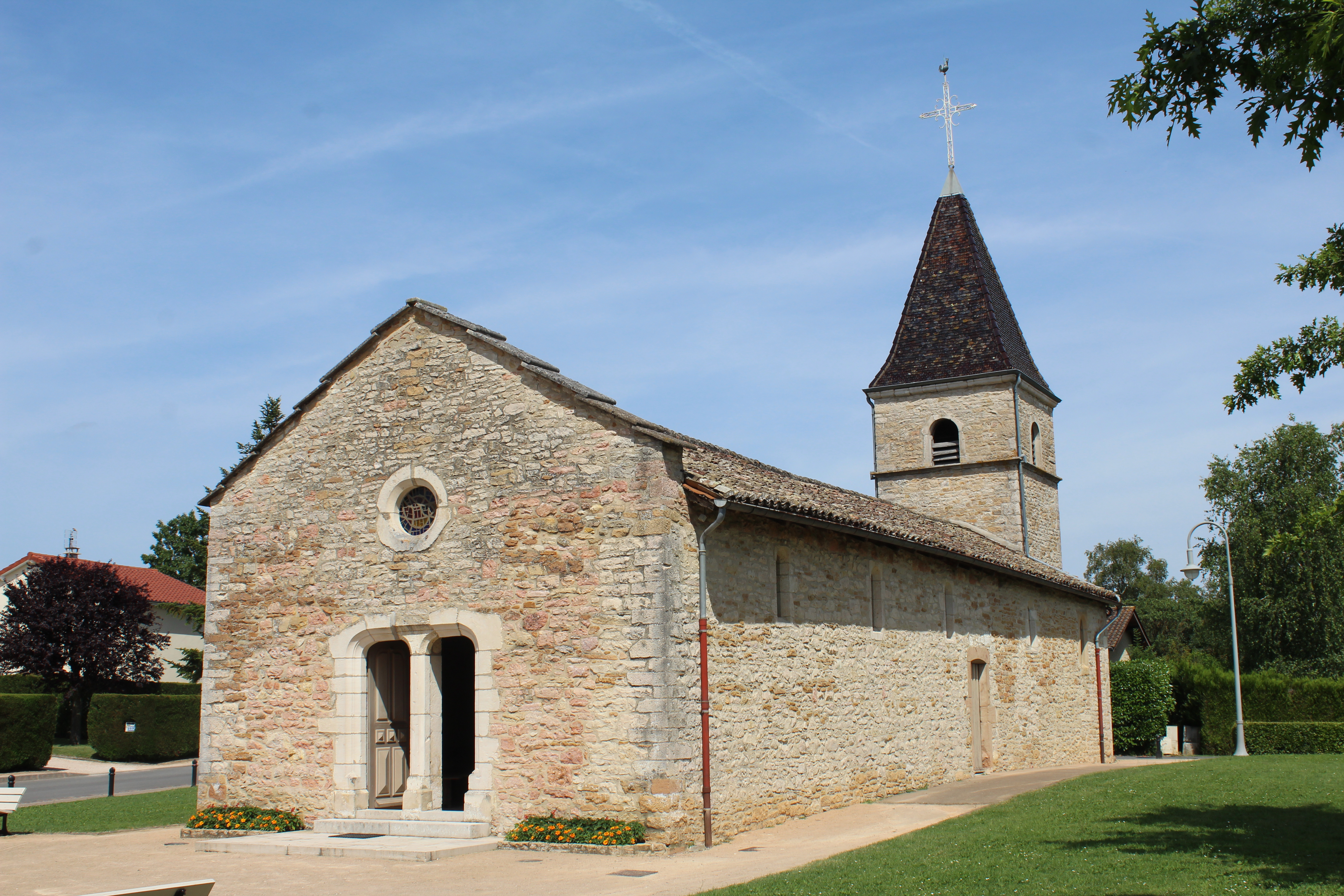
Kapelle der Jungfrau
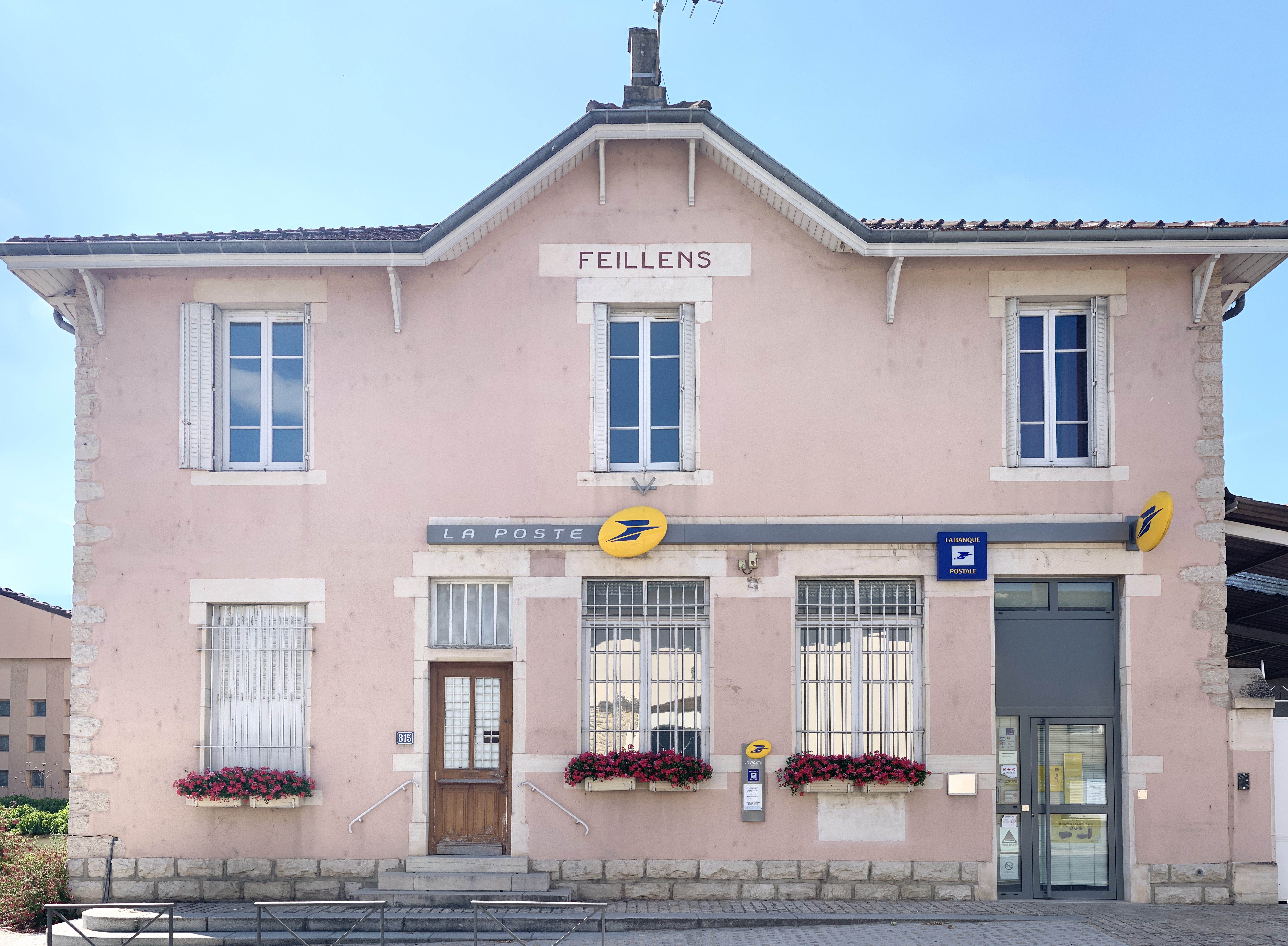
Postamt
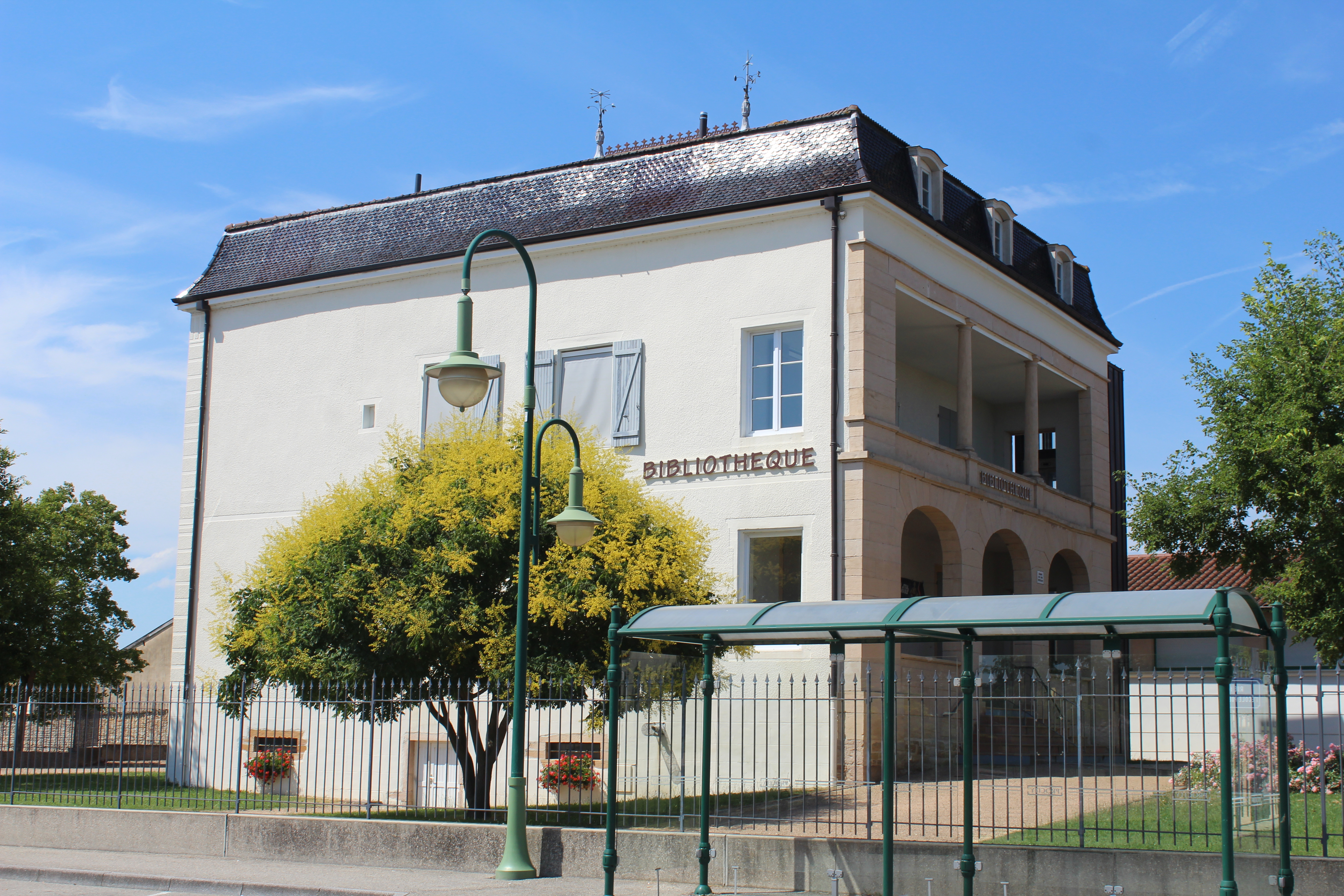
Bibliothek
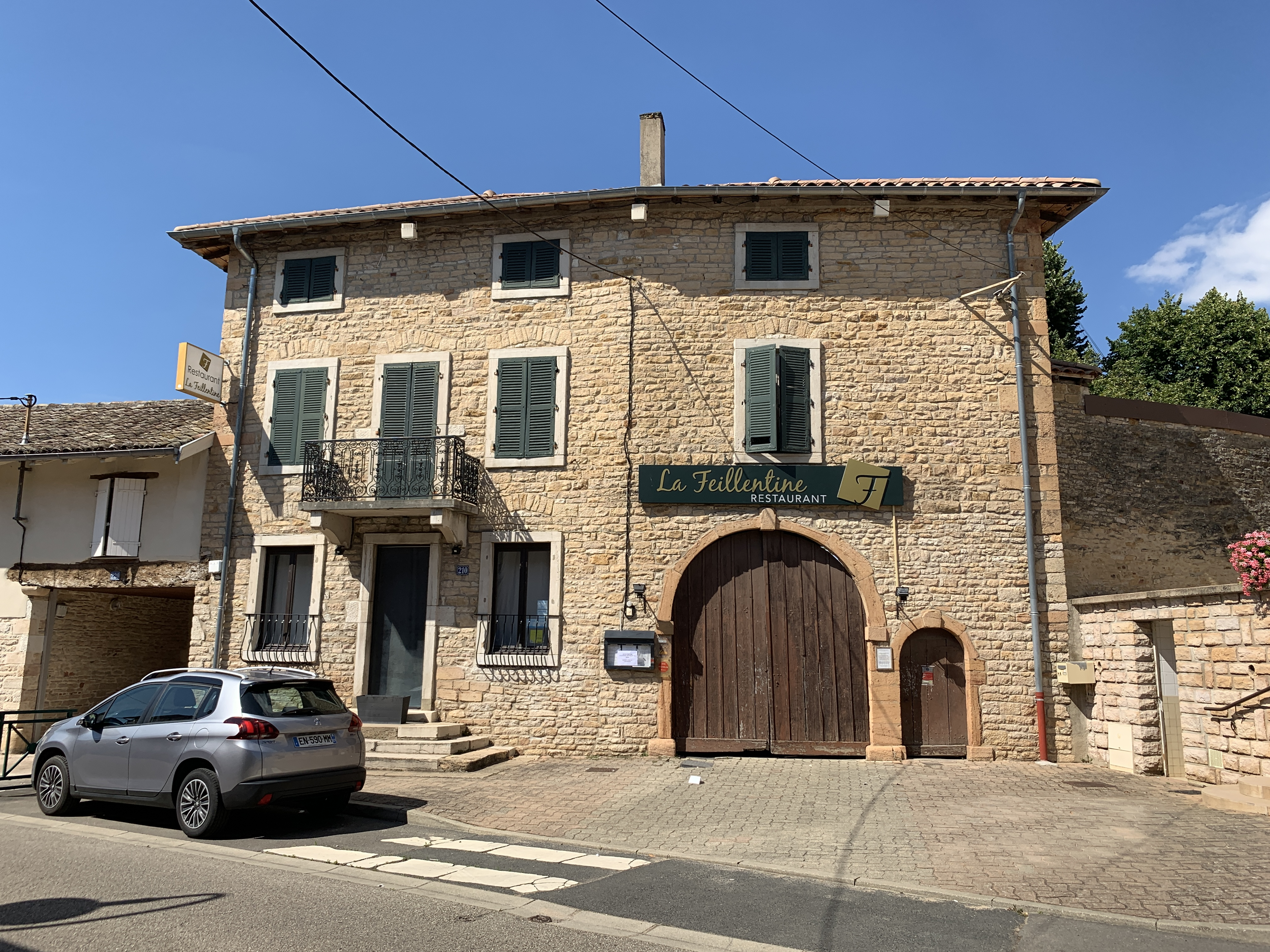
Restaurant „Feillentine“
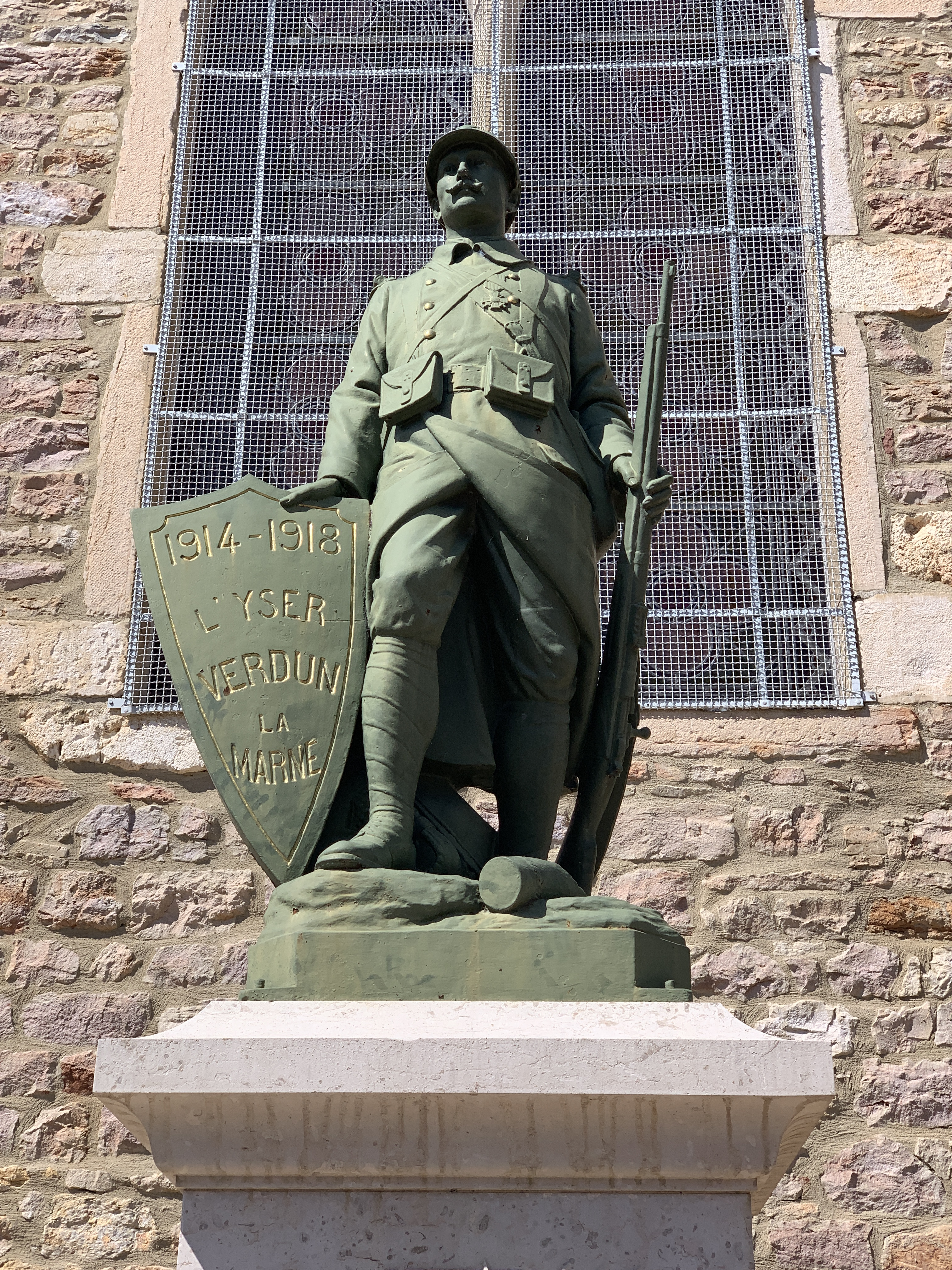
Gefallenendenkmal

## Partnerschaft
Mit der deutschen Stadt Bad Waldsee in Baden-Württemberg besteht seit 1991 mit den übrigen Gemeinden des Kantons eine Partnerschaft.